# گیل آملیو
جیل آملیو (به انگلیسی: Gil Amelio) (متولد ۱۹۴۳ میلادی در نیویورک) یک مدیر آمریکایی در زمینه فناوری است. او در میامی رشد کرد و مدارک کارشناسی، ارشد و دکتری خود را در رشته فیزیک از موسسه فناوری جورجیا دریافت کرد. آمیلو در آزمایشگاه‌های بل و فیرچایلد سمی‌کانداکتور و بخش‌هایی از راکول اینترنشنال فعالیت داشته‌است. با این حال بهترین دوران او در سمت مدیرعاملی شرکت‌های نشنال سمی‌کنداکتر و اپل بود. آمیلو در سال ۱۹۹۴ عضو هیئت مدیره شرکت اپل شد و در سال ۱۹۹۶ پس از استعفایش از نشنال سمی‌کنداکتر، مدیر عامل اپل شد. او در سال ۱۹۹۷ از اپل جدا شد.